# Askham (Nottinghamshire)
Askham is een civil parish in het Engelse graafschap Nottinghamshire.